# Добровольский, Георгий Тимофеевич

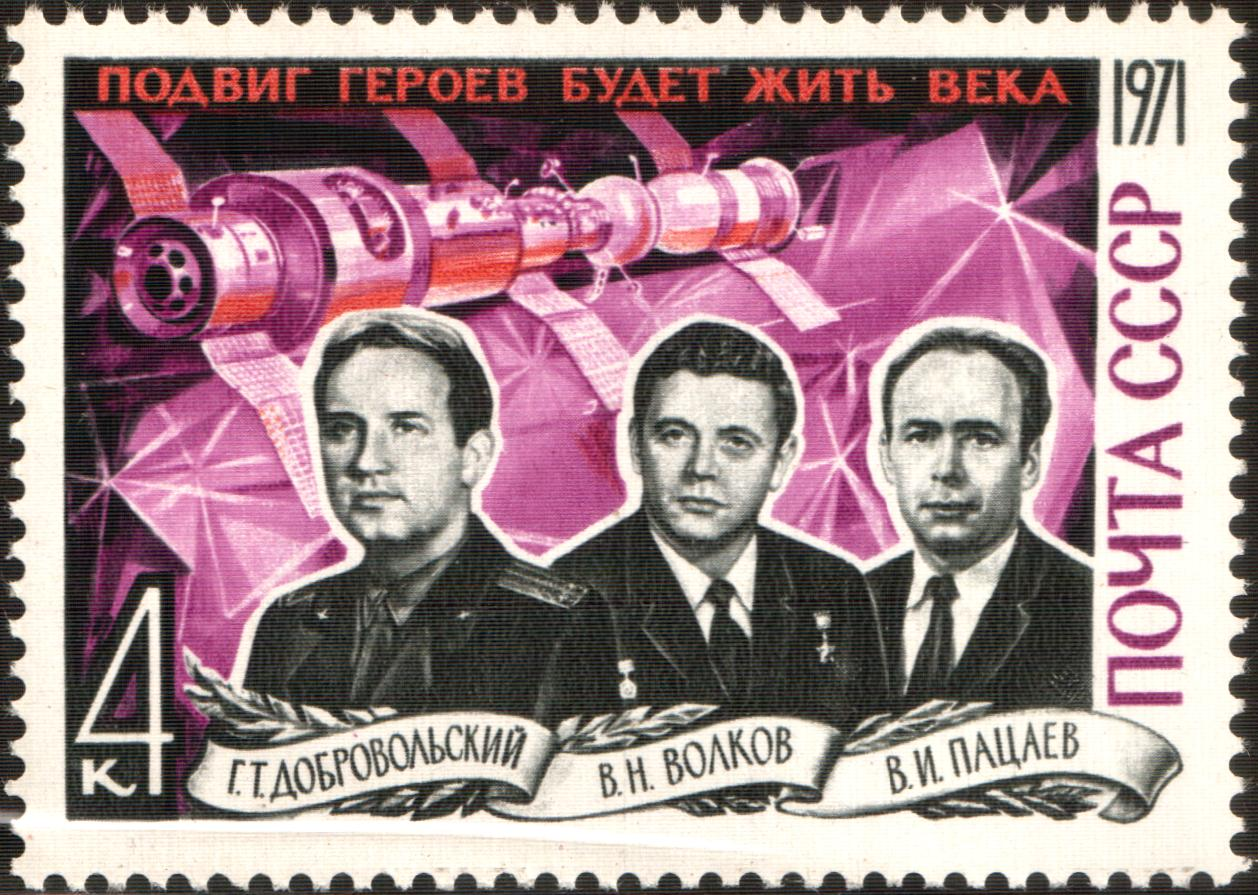
Марка СССР «Подвиг героев будет жить века» (Памяти экипажа космического корабля «Союз-11») (1971, 4 копейки, ЦФА № 4060, Скотт № 3904)

Гео́ргий Тимофе́евич Доброво́льский (1 июня 1928, Одесса, УССР, СССР — 30 июня 1971) — Лётчик-космонавт СССР № 24, Герой Советского Союза (посмертно), подполковник ВВС.

## Биография
1 июня 1928 года — родился в Одессе, район Ближние Мельницы. Теперь это переулок Герцена, дом 5.
В феврале 1944 года во время облавы был арестован полицией за хранение пистолета, был приговорён оккупационными румынскими властями к 25 годам каторги.
19 марта 1944 года был выкуплен местными жителями у охранника тюрьмы.
После освобождения Одессы советскими войсками поступил в Одесскую специальную школу ВВС № 14, которую окончил в 1946 году.
В 1948 году поступил в Чугуевское военное авиационное училище, после окончания которого в 1950 году служил лётчиком-истребителем в одной из частей ВВС СССР.
Член КПСС с 1954 года.
В 1961 — без отрыва от службы заочно окончил Военно-Воздушную Академию (ныне имени Ю. А. Гагарина).
В январе 1962 года получил предложение пройти подготовку в качестве кандидата в космонавты.
В 1963 году вступил в отряд космонавтов (группа ВВС № 2), проходил подготовку по лунной программе.
6—29 июня 1971 года осуществил космический полёт в качестве командира космического корабля «Союз-11» и орбитальной космической станции «Салют-1» вместе с бортинженером Владиславом Волковым и инженером-исследователем Виктором Пацаевым. На борту станции экипаж провёл большой комплекс научных исследований. Полёт длился 23 дня 18 часов 21 минуту 43 секунды. Погиб спустя 2 минуты 43 секунды вместе с другими членами экипажа космического корабля «Союз-11» при возвращении на Землю из-за разгерметизации спускаемого аппарата.
Статистика
| # | Стартовый корабль | Старт, UTC        | Экспедиция           | Корабль посадки | Посадка, UTC      | Налёт                       | Выходы в открытый космос | Время в открытом космосе |
| - | ----------------- | ----------------- | -------------------- | --------------- | ----------------- | --------------------------- | ------------------------ | ------------------------ |
| 1 | Союз-11           | 06.06.1971, 04:55 | Союз-11, Салют-1 (1) | Союз-11         | 29.06.1971, 23:16 | 23 суток 18 часов 21 минута | 0                        | 0                        |
|   |                   |                   |                      |                 |                   | 23 суток 18 часов 21 минута | 0                        | 0                        |

30 июня 1971 года указом Президиума Верховного Совета СССР присвоено звание Героя Советского Союза (посмертно).
Урна с прахом замурована в Кремлёвской стене.

## Воинские звания
- Лейтенант (7.09.1950).
- Старший лейтенант (20.12.1952).
- Капитан (16.07.1955).
- Майор (19.10.1961).
- Подполковник (30.01.1965).

## Награды
- Герой Советского Союза (30 июня 1971, посмертно)
- Орден Ленина (30 июня 1971, посмертно)
- Заслуженный мастер спорта СССР (1971, посмертно)
- Почётный знак ВЛКСМ

## Семья
Отец — Тимофей Трофимович Добровольский (1908) — работал в органах Государственной Безопасности, был начальником отдела контрразведки п/п 40260, с 1957 — в отставке.
Мать — Мария Алексеевна Добровольская (Каменчук) (1907) — работала уборщицей в магазине, затем, продавщицей в артиллерийском училище.
Брат — Александр Тимофеевич Добровольский (1946).
Жена — Людмила Тимофеевна Добровольская (Стеблева) (1938—1986) — педагог.
Дочь — Марина Георгиевна Добровольская (1960) — преподаватель английского языка, профессор МГУ им. М. В. Ломоносова, МГИМО, РГГУ.
Дочь — Наталья Георгиевна Добровольская (1967).

## Память
- Почётный гражданин города Одесса.
- г. Одесса, школа N10, названа именем Добровольского, при школе музей имени Добровольского.
- Памятник в городе Одесса (скульптор — И. Д. Бродский, архитектор — И. А. Покровский).
- Школа N189 г. Ташкента названа в честь Добровольского Г. Т.
- Навечно зачислен в списки авиаполка[2].
- Кратер на Луне.
- Малая планета (1789) Добровольский.
- В честь Г. Т. Добровольского названо научно-исследовательское судно АН СССР.
- Именем Добровольского названы: проспект в городе Одесса, улица и микрорайон Добровольского в Донецке, улица и площадь в городе Ростов-на-Дону (в этом городе многие улицы Северного жилого массива названы в честь космонавтов и космонавтики), улицы в городах Владивосток, Калуга, Черкассы, Орск, Омск, Горишние Плавни Полтавской области, Задонск Липецкой области и в ряде других.
- Именем Георгия Добровольского, Виктора Пацаева, Владислава Волкова, а также Владимира Комарова названы четыре планеты в популярной компьютерной игре Mass Effect 2 (созвездие Память скопления Центр Аида).
- Памятник на месте приземления «Союз-11», в степи, недалеко от посёлка Шалгинск (Шалгинский, Шалгия)[6]. В 2016 году на месте разрушенного памятника установлен новый памятный знак[7].
- Увековечен в скульптурной композиции «Павший астронавт» — первой и пока единственной художественной инсталляции на Луне.

### Фильмы
- «Крутые дороги космоса» — СССР, Центрнаучфильм, 1972.
- «Добровольский, Волков, Пацаев. Вернуться и умереть» — Россия, Первый канал, Тайны века, 2006.
- «Гибель „Союза“» — Россия, телекомпания «Останкино», ТРК «Петербург — Пятый канал», 2008.

### Игры
- В игре Elite: Dangerous есть станция Dobrovolskiy Ring (система Parenses), названная в честь командира корабля Георгия Добровольского.
- В игре Mass Effect 2 в скоплении Центр Аида в системе Память есть планета, названная фамилией погибшего космонавта.